# 楊智 (天順進士)
楊智，福建晋江人，明朝政治人物、進士出身。

## 生平
景泰四年（1453年），福建癸酉科乡试中舉。天順八年（1464年）登甲申科進士，授南京江西道監察御史。官至化州知州。